# Cyclostremiscus ornatus
Cyclostremiscus ornatus är en snäckart som beskrevs av Olsson och McGinty 1958. Cyclostremiscus ornatus ingår i släktet Cyclostremiscus och familjen Vitrinellidae. Inga underarter finns listade i Catalogue of Life.